# Hrabstwo Grundy (Missouri)
Hrabstwo Grundy (ang. Grundy County) – hrabstwo w północnej części stanu Missouri w Stanach Zjednoczonych. Obszar całkowity hrabstwa obejmuje powierzchnię 437,98 mil2 (1 134 km²). Według danych z 2010 r. hrabstwo miało 10 261 mieszkańców. Hrabstwo powstało 2 stycznia 1841 roku i nosi imię Feliksa Grundyego – kongresmena, senatora, a także 13. prokuratora generalnego Stanów Zjednoczonych.

## Sąsiednie hrabstwa
- Hrabstwo Mercer (północ)
- Hrabstwo Sullivan (wschód)
- Hrabstwo Linn (południowy wschód)
- Hrabstwo Livingston (południe)
- Hrabstwo Daviess (południowy zachód)
- Hrabstwo Harrison (północny zachód)

## CDP
- Brimson (wioska)
- Edinburg
- Leisure Lake

## Miasta
- Galt
- Laredo
- Spickard
- Tindall
- Trenton